# Itauara guarani
Itauara guarani är en nattsländeart som först beskrevs av Angrisano 1993.  Itauara guarani ingår i släktet Itauara och familjen stenhusnattsländor. Inga underarter finns listade i Catalogue of Life.